# Włodzisław
Włodzisław, Włocsław, Włocław – staropolskie imię męskie, złożone z członów Włodzi- („władać, panować”) i -sław. W późniejszym czasie pod wpływem języka czeskiego powstała z tego imienia obecnie bardziej znana forma, Władysław. Do końca XV wieku imię to (Władzisław? — Ladislaw) zanotowano u około 1000 osób.
Włodzisław imieniny obchodzi 27 czerwca, 19 lipca i 25 września.
Żeński odpowiednik: Włodzisława

## Znane osoby z noszące imię Włodzisław
- Włodzisław (zm. po 944/945) – książę lędziański
- Włodzisław Duch – polski fizyk, w latach 2014–2015 podsekretarz stanu w Ministerstwie Nauki i Szkolnictwa Wyższego
- Włodzisław Giziński – polski polityk, poseł na Sejm X kadencji.